# تريفور فانكات
تريفور فانكات (بالإنجليزية: Trevor Fancutt)‏ مواليد 14 يوليو 1934 في جنوب أفريقيا، هو لاعب كرة مضرب جنوب أفريقي. هو أحد أبطال الجراند سلام حيث فازت ببطولة أستراليا المفتوحة للتنس.

## النهائيات

### الزوجي المختلط

#### اللقب (1)
| السنة | البطولة                       | الشريك    | المنافس                      | النتيجة  |
| 1960  | بطولة أستراليا المفتوحة للتنس | يان ليهان | مارتن موليجان كريستين ترومان | 6–2, 7–5 |

## روابط خارجية
- تريفور فانكات على موقع رابطة محترفي التنس (الإنجليزية)
- تريفور فانكات على موقع الاتحاد الدولي لكرة المضرب (الإنجليزية)
- تريفور فانكات على موقع كأس ديفيز (الإنجليزية)
- تريفور فانكات على موقع بطولة ويمبلدون (الإنجليزية)
- تريفور فانكات على موقع خلاصة التنس.كوم (الإنجليزية)